# Mayer Cahen
Pour les articles homonymes, voir Cahen.
Mayer Cahen (né le 21 janvier 1823 à Paris, mort le 16 octobre 1866 à Paris) est un médecin français, médecin-chef de la Compagnie des chemins de fer du Nord, médecin en chef de l'Hôpital Rothschild.

## Éléments biographiques
Mayer Cahen est né le 21 janvier 1823 à Paris,,. Il est le fils de Moïse Cahen, médecin et président du Consistoire israélite de Paris, époux de la philanthrope Coralie Cahen. Il est le frère de Rosine Cahen, devenue photographe sous le nom de Mme Moriss en 1861.

### Médecin
Mayer Cahen devient interne en médecine des hôpitaux de Paris en 1842.